# Guillermo Lasso
Guillermo Alberto Santiago Lasso Mendoza, conegut simplement com a Guillermo Lasso   (Guayaquil, 16 de novembre de 1955), és un polític equatorià. Va exercir com a president constitucional de la República de l'Equador entre el 2021 i el 2023.
El maig de 2023, l'Assemblea Nacional va iniciar oficialment un segon procediment d'impeachment contra Lasso. El 17 de maig, Lasso va dissoldre l'Assemblea Nacional invocant una mesura constitucional coneguda com mort creuada, desencadenant les Eleccions presidencials de l'Equador de 2023, a les quals no es va presentar i va ser succeït per Daniel Noboa.